# Kandor (Krypton)
Kandor is een fictieve stad die verschijnt in Amerikaanse stripverhalen van DC Comics
Kandor is de voormalige hoofdstad op de planeet Krypton, Supermans thuiswereld. Kandor staat bekend als de stad die gestolen en verkleind wordt door Brainiac en in verschillende verhalen al dan niet wordt gered door Superman.